# Ferenc Nádasi
Ferenc Nádasi   (Budapest, 16 d'octubre de 1893 - Budapest, 20 de febrer de 1966) va ser un ballarí hongarès, mestre de ballet, fundador de la formació moderna del ballet hongarès. Va ser pare de l'actriu Myrtill Nádasi.

## Biografia
Fill il·legítim, la seva mare adoptiva era una dona de fer feines del mestre de dansa Jacob Holczer i la seva dona, Henrietta Spinz, una exballarina de La Scala. Holczer, que dirigia la companyia de Ballet de la Societat Musical Metropolitana (Fővárosi Orfeum), va fer que Nádasi concorregués el 1903, als deu anys, a una selecció de joves ballarins, i aquest hi va mostrar tal aptitud que se li va donar un paper de solista. Holczer el va ensenyar com si fos un fill, i el 1908 la Societat Musical el va contractar. L'any següent, Holczer va formar una companyia ambulant, i Nádasi, que només tenia 16 anys, va actuar amb ells, primer a casa, després a l'estranger. Van passar un temps a Rússia, on Nádasi es va perfeccionar a fons al Teatre Mariïnski i es va familiaritzar amb els membres de la companyia de Serguei Diàguilev, llavors en formació. Durant tres anys va tornar a Sant Petersburg regularment a seguir l'ensenyança d'Enrico Cecchetti, d'escola italiana. El 1912, la Companyia Holczer va tornar a Budapest i va muntar un espectacle de varietats al Kristálypalota (Palau de Cristall).
Nádasi va mostrar els seus coneixements a Nicola Guerra, un mestre del Teatre de l'Òpera, cosa que va fer que el comissari Miklós Bánffy el contractés a principis de 1913, i així es convertí en el primer home nascut a Hongria que va arribar a ser ballarí solista. Va actuar amb èxit en A törpe gránátosban ('El nan granader'), una obra d'Adolf Szikla molt popular llavors. La Primera Guerra Mundial va interrompre la seva carrera. Va fer el servei militar a la fleca d'una caserna de la capital, amb poques oportunitats de ballar. Va ser per aquest temps que es va casar per primera vegada. El 1917 va deixar l'exèrcit i va ballar de nou a l'Òpera, amb la seva dona, però la tensa situació de la institució, i la crisi professional del departament de ballet, els van dur a rescindir el contracte.
L'any següent, la parella va actuar en un programa de varietats a l'Europa occidental. Miklós Radnai, el 1926 i el 28, va intentar fer-lo tornar, però sense èxit, tot i que li va oferir l'Òpera amb les tasques i la formació de mestre del Ballet. Nádasi es va divorciar de la seva primera esposa a finals del 1927, i el 1930 es va casar amb una ballarina suïsssa de ballet clàssic, Marcelle Vuillet-Baum. Es van establir a Berlín, visitant freqüentment altres llocs d'Europa. Durant els seus viatges sempre va estudiar els intèrprets locals de ballet clàssic i diverses escoles pedagògiques de dansa.
A la tardor de 1936, en pujar els nazis al poder a Alemanya, va tornar a Budapest amb la seva nova esposa. Al novembre, es van llogar la primera planta del palau Drechsler, a l'avinguda Andrássy, i van obrir una escola privada anomenada Nádasi Ballet Studio. Per a això, van haver de convocar un examen de professors de dansa. Nádasi va ensenyar els seus estudiants segons el seu mètode propi, basat en una escola italiana. A la primavera de l'any següent, els estudiants ja tenien una formació suficient i van poder romandre a les altres escoles metropolitanes. Va organitzar celebracions i excursions conjuntes per als seus deixebles, i la premsa informava regularment sobre aquestes trobades. Amb efectes de l'1 de setembre de 1937, el va tornar a contractar el Teatre de l'Òpera com a mestre de ballet, però per raons financeres va continuar mantenint la seva escola. També va fer en aquest moment algunes coreografies, entre les quals destaca la de la Sylvia de Léo Delibes. El 1949, amb la nacionalització, es va acabar el seu negoci, i els seus millors alumnes, com ara Zsuzsa Kun, van continuar la seva formació a l'Òpera fins al 1950, i a partir d'aquest any a l'Institut Estatal de Ballet, que es va establir a les instal·lacions de la seva antiga escola. El 1955 va esdevenir president de l'Associació Hongaresa d'Artistes de la Dansa. Durant la seva darrera temporada d'òpera, 1960-61, va ser nomenat director del Ballet. Va ensenyar a l'Institut de Ballet fins al 1963.
Avui, l'institut de l'Acadèmia de Dansa d'Hongria du el seu nom.

## Rols importants de Ballet
- Mozart-Nicola Guerra: Els jocs de Cupido (Les Petits riens)
- Miklós Radnai - Otto Zöbisch: El naixement de la dona infanta
- Nándor Rékai-Schumann-Nicola Guerra: Un somni d'hivern
- Rock Adolf - Nicola Guerra: El nan és una granada
- Weber - Berlioz - Mikhail Mikhailovich Fokin: L'ànima de la rosa

## Coreografia
- Delibes: Sylvia (1942, abreujat)
- Miklós Radnai: El naixement de la dona infanta (1949)
- Weber-Berlioz: L'ànima de la rosa

## Insercions de ballet d'òpera
- Bizet: Carmen
- Zoltán Kodály: el filador Székely
- Verdi: La Traviata

## Premis[6]
- Medalla de la República Popular Hongaresa, or (1951)
- Ordre de treball (1954)
- Artista digne (1955)
- Premi Kossuth (1958)